# Gruppo di sostegno

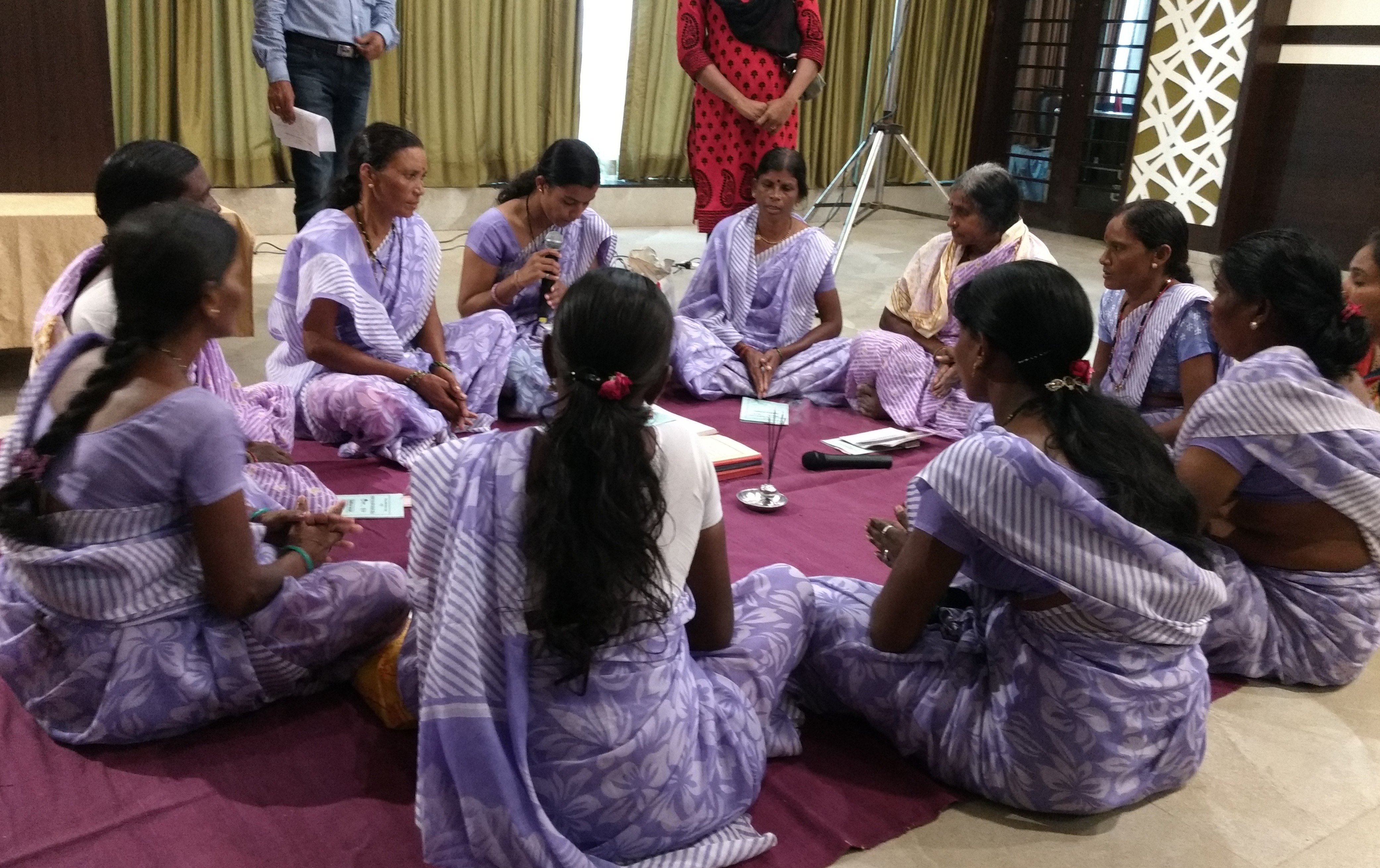
Gruppo di sostegno fra donne a Chandrapur, India.

Un gruppo di sostegno, o gruppo di supporto, è un gruppo di persone che si forniscono reciprocamente vari tipi di aiuto, di solito non professionale e non materiale, per una particolare caratteristica condivisa, in genere un disagio psicologico, emotivo o comportamentale. In un gruppo di sostegno le persone che condividono gli stessi problemi si riuniscono per condividere strategie di coping, sentirsi più forti e avere un senso di comunità. L'aiuto può assumere la forma di fornire e valutare informazioni pertinenti, mettere in relazione esperienze personali, ascoltare e accettare le esperienze altrui, fornire comprensione empatica e stabilire reti sociali. Un gruppo di sostegno può anche lavorare per sensibilizzare l'opinione pubblica sul problema dato.

## Panoramica
I gruppi di sostegno mantengono il contatto interpersonale tra i loro membri in vari modi. Generalmente, si incontrano di persona in gruppi di dimensioni che consentono la conversazione, a intervalli periodici. I gruppi di sostegno online (vedi sotto) tuttavia possono essere costituiti da centinaia o migliaia di membri, e mantenere il contatto con una modalità asicrona, nel senso che ogni membro partecipa nel momento che ritiene più opportuno. Il contatto tra i membri può essere mantenuto anche attraverso newsletter, catene telefoniche, forum su internet e mailing list.
L'adesione ad alcuni gruppi di sostegno è formalmente controllata, con requisiti di ammissione e quote di iscrizione. Altri gruppi sono "aperti" e consentono a chiunque di partecipare a una riunione pubblica, o di partecipare a un forum online.
I gruppi di sostegno ricadono in due grandi categorie:
- I gruppi di sostegno tra pari, o gruppi di auto mutuo aiuto, sono completamente organizzati e gestiti dai loro membri, che sono volontari con esperienza personale nella materia di attenzione del gruppo. Alcuni di questi gruppi sono gestiti da associazioni ramificate a livello internazionale, e adottano il programma dei dodici passi, originariamente proposto da Alcolisti Anonimi[1].

- I gruppi di sostegno gestiti da professionisti sono facilitati da professionisti che non condividono il problema dei membri[2], come assistenti sociali, psicologi o membri del clero. Il facilitatore controlla le discussioni e fornisce altri servizi di gestione. Tali gruppi gestiti professionalmente si trovano spesso in contesti istituzionali, tra cui ospedali, servizi per le tossicodipendenze e strutture correttive.

## Teoria
Quale che sia la tipologia del gruppo, il sostegno tra pari gioca un ruolo determinante nei processi di gruppo in un gruppo di sostegno. L'efficacia del sostegno tra pari deriva da una varietà di processi psicosociali descritti da Karen Fortuna nel 2019: supporto sociale, conoscenza esperienziale, apprendimento sociale, confronto sociale, principio di helper therapy e autodeterminazione.
- Il supporto sociale è l'esistenza di interazioni psicosociali positive con gli altri con i quali vi è fiducia e preoccupazione reciproche[5]. Le relazioni positive contribuiscono all'adeguamento positivo e alla creazione di un "cuscinetto" contro lo stress e le avversità offrendo (a) supporto emotivo[6] (stima, attaccamento e rassicurazione)[7], (b) supporto strumentale (beni e servizi materiali), (c) compagnia[8] e (d) supporto informativo (consulenza, orientamento e feedback)[9].
- Le conoscenze esperienziali sono informazioni e prospettive specializzate che le persone ottengono vivendo una particolare esperienza come l'abuso di sostanze, una disabilità fisica, una malattia fisica o mentale cronica, un evento traumatico, un disastro naturale, la violenza domestica o un crimine violento, l'abuso sessuale o la detenzione. La conoscenza esperienziale tende ad essere unica e pragmatica e, quando condivisa, contribuisce alla risoluzione dei problemi e al miglioramento della qualità della vita[10][11].
- La teoria dell'apprendimento sociale postula che i pari, poiché hanno subito e sono sopravvissuti a esperienze rilevanti, sono modelli di ruolo più credibili per gli altri. Le interazioni con i pari che stanno affrontando con successo le stesse esperienze o malattie hanno maggiori probabilità di provocare cambiamenti positivi nel comportamento[12].
- Il confronto sociale significa che gli individui si sentono più a loro agio nell'interagire con gli altri che condividono caratteristiche comuni con sé stessi, come una malattia psichiatrica, al fine di stabilire un senso di normalità. Interagendo con gli altri che sono percepiti come migliori, alle persone viene dato un senso di ottimismo e qualcosa a cui aspirare[13].
- Il principio della helper therapy propone che ci siano quattro benefici significativi per coloro che forniscono sostegno tra pari[14][15]: (a) un maggiore senso di competenza interpersonale come risultato dell'avere un impatto sulla vita di un'altra persona; (b) lo sviluppo di un senso di uguaglianza nel dare e ricevere tra se stesso e gli altri; (c) colui che aiuta acquisisce nuove conoscenze di rilievo personale mentre aiuta; e (d) colui che aiuta riceve l'approvazione sociale dalla persona che aiuta e dagli altri[12].
- L'autodeterminazione significa che gli individui hanno il diritto di determinare il proprio futuro: le persone hanno maggiori probabilità di agire sulle proprie decisioni piuttosto che sulle decisioni prese da altri per loro[16].

## Tipologie
Esistono gruppi di sostegno che si occupano di una vasta casistica di problematiche, oltreché di condizioni non necessariamente negative, ma per le quali è utile una condivisione delle esperienze, come per esempio la genitorialità. Alcuni gruppi non sono dedicati espressamente a chi soffre di un determinato problema, ma ai loro familiari, come i gruppi per familiari di persone alcoliste o tossicodipendenti. 
Tra i temi più frequentemente trattati si possono citare:
- Dipendenze
- Compulsioni
- Disturbi alimentari
- Salute mentale
- Malattie croniche
- Malattie rare
- Violenza domestica
- Vittime di abuso sessuale
- Disturbo post traumatico da stress
- Lutto
- Separazione

## Gruppi di sostegno online
Almeno dagli anni ottanta, internet ha fornito una possibile sede per i gruppi di sostegno. Martha Ainsworth osserva che "il successo duraturo di questi gruppi ha stabilito fermamente il potenziale della comunicazione mediata dal computer per consentire la discussione di questioni personali sensibili".
In uno studio sull'efficacia dei gruppi di sostegno online tra i pazienti con carcinoma della testa e del collo, è stata riscontrata una partecipazione più lunga a tali gruppi per migliorare la qualità della vita correlata alla salute.
Henry Potts, un ricercatore dell'University College di Londra, afferma che la mancanza di elenchi qualitativi e il fatto che molti gruppi di sostegno non siano elencati dai motori di ricerca, può rendere difficile la ricerca di un gruppo appropriato. Ciò nonostante, afferma che la comunità medica ha bisogno di "comprendere l'uso delle esperienze personali piuttosto che un approccio basato sull'evidenza ... questi gruppi hanno anche un impatto sul modo in cui le persone usano le informazioni. Possono aiutare le persone a imparare a trovare e usare le informazioni : ad esempio, gli utenti scambiano siti web e discutono di siti web. "
Non è difficile trovare un gruppo di sostegno online, ma è difficile trovarne uno valido. Nell'articolo "Cosa cercare nei gruppi di sostegno online di qualità", John M. Grohol fornisce suggerimenti per la valutazione dei gruppi online e afferma: "In buoni gruppi di sostegno online, i membri restano in attesa molto tempo dopo aver ricevuto il supporto che stavano cercando. perché vogliono dare agli altri ciò che essi stessi hanno trovato nel gruppo. Gli psicologi chiamano questo fenomeno "coesione di gruppo elevata", ed è l'apice del raggiungimento del gruppo. "
Numerosi studi hanno dimostrato l'importanza di internet nel fornire supporto sociale, in particolare ai gruppi con problemi di salute cronici. Soprattutto in caso di disturbi non comuni, può essere importante un senso di comunità e comprensione, nonostante le grandi distanze geografiche, oltre alla condivisione della conoscenza.
I gruppi di sostegno online, le comunità online per le persone colpite da un problema comune, offrono supporto reciproco e forniscono informazioni, due caratteristiche spesso inseparabili. Secondo Henry Potts, sono "una risorsa trascurata per i pazienti". Molti studi hanno esaminato il contenuto dei messaggi, mentre ciò che conta è l'effetto che la partecipazione al gruppo ha sull'individuo. Potts lamenta che la ricerca su questi gruppi è rimasta indietro, in particolare sui gruppi creati direttamente dalle persone con problemi, piuttosto che dai ricercatori e dagli operatori sanitari. I gruppi definiti dall'utente possono condividere il tipo di conoscenza pratica che gli operatori sanitari potrebbero trascurare, e influiscono anche sul modo in cui le persone trovano, interpretano e utilizzano le informazioni.
Un ulteriore vantaggio dei gruppi di sostegno online è che la partecipazione è asincrona. Ciò significa che non è necessario che tutti i partecipanti siano connessi contemporaneamente al forum per comunicare. È possibile pubblicare un'esperienza o una domanda e altri possono rispondere a domande o commenti sui post ogni volta che hanno effettuato l'accesso e hanno una risposta appropriata. Questa caratteristica consente la partecipazione e la comunicazione di massa senza doversi preoccupare dei limiti di tempo. Inoltre, ci sono chat room di 24 ore e spazi per conversazioni mirate in ogni momento del giorno o della notte. Ciò consente agli utenti di ottenere il supporto di cui hanno bisogno ogni volta che ne hanno bisogno, rimanendo a loro agio e, se lo desiderano, anonimi.